# Léon Gambetta
Léon Michel Gambetta, född 2 april 1838 i Cahors, död 31 december 1882 i Sèvres, var en fransk statsman.

## Bakgrund och utbildning
Gambetta var son till en kryddkrämare av genuesisk börd. Han ägnade sig efter skolstudierna åt juridik i Paris, där han 1860 blev advokat och redan under sin studietid dessutom sysslade med politik och historia.

## Politisk aktivism
Efter att ha talat i en del obetydliga mål, mest pressförbrytelser, samt medarbetat i åtskilliga tidskrifter, Cour d'assises illustrée, Revue politique et littéraire m. fl., vann han med ens rykte över hela Frankrike som en av kejsardömets mest levande motståndare genom sitt uppträdande som försvarsadvokat för Delescluze, redaktör för Le réveil, som åtalats för att ha öppnat en subskription för att resa en minnesvård på republikanen Alphonse Baudins grav 1868. I sydländskt glödande ordalag gav Gambetta härunder en förkrossande kritik över statskuppen 2 december 1851 och andra kejsardömet samt förhärligade republiken. Hans över hela den bildade världen utomordentligt uppseendeväckande tal skaffade honom plats i Lagstiftande kåren 1869 för både Paris och Marseille (han valde det senare), och där angrep han sedan både ofta och häftigt kejsardömet, framför allt i sitt stora tal 5 april 1870 med anledning av plebiscitet.

## Politisk karriär

### Fransk-tyska kriget

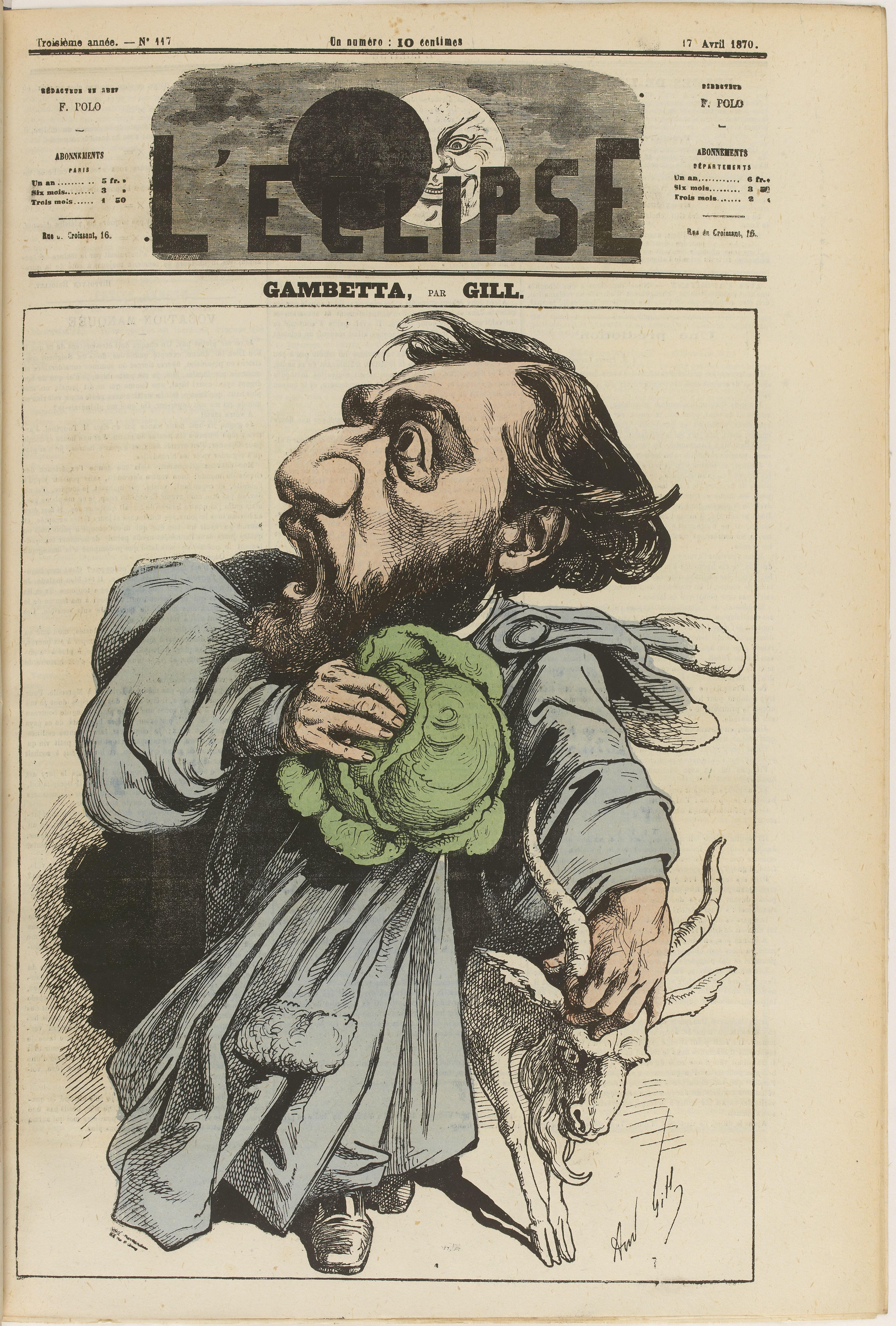
Karikatyr av Gambetta, omkring 1870.

Efter fransk-tyska krigets utbrott gav han upprepade bevis på sin varma patriotism, även under kejsardömet. 4 september 1870, efter Sedan, proklamerade han i Lagstiftande kåren Napoleon III:s och hans familjs avsättning "för alltid" samt, i Hôtel de ville i Paris, republiken.
Gambetta blev medlem av Nationella försvarsregeringen, till en början som inrikesminister i det av tyskarna inom kort inneslutna Paris, och, sedan han i ballong lyckats lämna Paris, från 7 oktober som faktisk envåldshärskare i Frankrike utom Paris och de av tyskarna ockuperade provinserna. 11 oktober 1870 övertog han även krigsministerportföljen och lyckades inom kort hos sina landsmän ingjuta en ny anda av självförtroende och patriotisk hänförelse trots de svåra motgångarna i kriget. Gambetta förstod att med energi krossa de försök till separatism, som visat sig i södra och västra Frankrike, och tack vare honom uppsattes och utrustades nya härar.
Ett lån på 250 miljoner francs ingicks med engelska kapitalister, 11 stora läger bildades, där alla vapenföra fransmän mellan 21 och 40 år samlades, och de båda Loirearméerna, Nordarmén, Normandiearmén, Vogesarmén samt östarmén var frukter av Gambettas och hans insiktsfulle medhjälpare de Freycinets outtröttliga arbete och fosterländska hänförelse, som Gambetta i eldiga proklamationer även förstod att meddela sina landsmän. Trots enstaka framgångar, såsom vid Coulmiers, kunde dock Gambettas oövade trupper inte hålla stånd mot tyskarna, och hans eget ingripande i krigsledningen förorsakade dessutom fransmännen åtskilliga förluster, men varken dessa eller Paris kapitulation förmådde honom att avstå från idén om "une guerre à outrance".
Hans motvilja mot vapenstilleståndet resulterade i ett egenmäktigt utfärdat dekret av 31 januari 1871, genom vilket han sökte från den nya nationalförsamlingen utestänga de fredsvänliga, men som av regeringen i Paris förklarades ogiltigt, vilket föranledde Gambettas avgång därur (6 februari 1871). Hans popularitet bevisades dock därav, att nio departement valde honom till medlem av nationalförsamlingen (han opterade för Bas-Rhin).

### Fredslutet och Pariskommunen

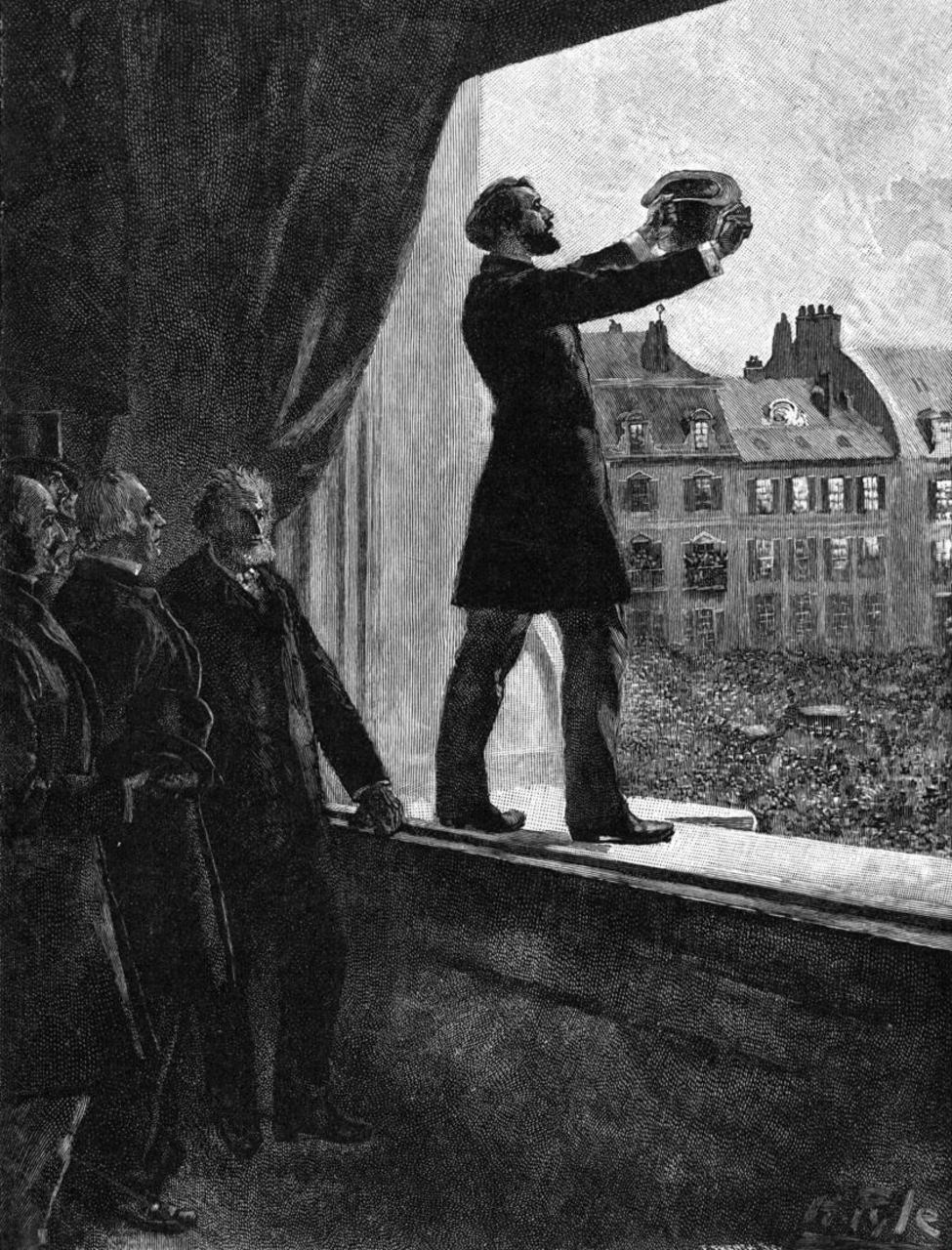
Gambetta utropar Republiken Frankrike

Sedan preliminärfreden blivit godkänd, varemot han röstade, nedlade han jämte övriga deputerade för Bas-Rhin sitt mandat, såsom varande representant för ett dåmera tyskt territorium, och drog sig tillbaka till San Sebastián, där han njöt några månaders vila. Ånyo invald i nationalförsamlingen (2 juli 1871) efter Pariskommunens kuvande, blev han där inom kort ledaren för den republikanska vänstern, vars talan han förde i parlamentet och såsom "republikens commis voyageur" under ständiga resor i landsorten. Han bekämpade rojalisterna och de klerikala samt gjorde sig till tolk för revanschtanken, där hans lösen var "n'en parler jamais, y penser toujours" (Tala aldrig därom, tänk alltid därpå). Gambetta understödde efter förmåga Thiers trots dennes svala känsla för den, som han en gång apostroferat som "le fou furieux" (den rasande galningen), och uppsatte till förfäktande av republiken jämte några politiska vänner den inom kort högst inflytelserika tidningen La République française. F.ö. var hans program obligatorisk lekmannaundervisning, allmän värnplikt utan friköpning, försonlighet mot de under kriget och kommunardupproret felande och assimilering av de nya samhällslagren ("les nouvelles couches sociales"), varom han i sitt berömda tal i Grenoble 26 september 1872 ordat, och vilka genom tillämpandet av en ärlig allmän rösträtt skulle enligt hans åsikt alltmer träda fram i det politiska livet. Även i nationalförsamlingen uppträdde han för dessa åsikter.

### Tredje republiken
Under den kris, som föregick Thiers störtande (1873), understödde han presidenten och blev sedan en farlig motståndare till de Broglies ministär. 1874 tog Gambetta initiativet till vänsterns interpellation angående inrikespolitiken, som gjorde djupt intryck på befolkningen. En ny interpellation, som Gambetta riktade till regeringen angående bonapartisternas stämplingar, hade bl.a. till följd, att han handgripligen förolämpades. 1875 var Gambetta verksam för att åstadkomma försoning mellan vänsterns fraktioner och högra centern. Det stora tal han 12 februari höll i församlingen kan anses utgöra inledningen till vänsterns "opportunistiska" politik. 
Genom skickligt ledda underhandlingar bidrog Gambetta mäktigt till antagandet av konstitutionen av 25 februari 1875, varigenom republiken konstituerades. När vid slutet av samma år nationalförsamlingen upplöstes, företog Gambetta åtskilliga rundresor för att främja republikanska val, och ej minst på grund härav erhöll republikanerna majoritet, så att ministären Buffet, vars oförsonlige motståndare Gambetta varit, måste avgå (februari 1876). Gambetta blev nu ledare för deputeradekammarens majoritet och ordförande i budgetkommissionen, där han visade stor insikt i finansiella frågor. Under tiden deltog han i kammarens debatter, där han hävdade sin "opportunistiska" politik (till exempel rörande den partiella amnestin, som han då ansåg det nödvändigt att förorda). 
Under reaktionsförsöket 1877 ledde han motståndet, och hans lösen, att presidenten borde underkasta sig landets vilja eller avgå ("se soumettre ou se démettre"), rönte livlig anslutning. Gambetta återvaldes i den nya deputeradekammaren efter upplösningen i juni och blev ånyo ordförande i budgetkommissionen samt ledare för vänstergrupperna. Han bekämpade med framgång såväl Broglie som hans efterträdare Rochebouët och bidrog till bildandet av den liberala ministären Dufaure. Fruktad på grund av sitt stora anseende såväl i landet som inom kammaren, till och med bland sina partivänner, måste Gambetta nöja sig med att alltjämt vara oppositionens ledare och bildade varken själv ministär eller sökte uppnå presidentvärdigheten efter Patrice de Mac-Mahons avgång 1879. Däremot blev han Jules Grévys efterträdare som deputeradekammarens president, när denne valts till republikens president. Hans inflytande var icke desto mindre oerhört. Befästandet av östgränsen, antagandet av en del antiklerikala lagar samt fullständig amnesti för kommunarderna var till stor del hans verk.

### Utrikespolitik
I utrikespolitiska frågor hävdade han ett närmande till England och de romanska länderna samt revanschtankens spridning. Vid valen 1881 valdes han till deputerad i Paris 20:e arrondissement, och hans anhängare fick stor majoritet i kammaren. Gambetta bildade då sin så kallade "stora ministär" 14 november 1881, vari han själv blev konseljpresident och utrikesminister. Gambettas program omfattade åtskilliga reformer, dels med avseende på förvaltningen och lagskipningen, dels i fråga om en revision av författningen, avseende att ändra senatens sammansättning och införa listval i stället för arrondissementsval till deputeradekammaren. Men Gambetta angreps på det häftigaste såväl av högern som av de radikala. Han anklagades för att sträva efter diktaturen och bringa landet i krig med anledning av den egyptiska frågan, och yttersta vänstern fördömde hans "opportunism", som ansågs som ett avfall från de republikanska principerna. Gambetta led därför ett nederlag i deputeradekammaren rörande listvalen 26 januari 1882 och avgick därför jämte hela ministären.

## Senare karriär
Genom sitt inflytande i deputeradekammaren utövade han dock alltjämt stor makt, och de följande regeringarna var i hög grad beroende av Gambettas understöd. Freycinets fall (6 augusti 1882) var till stor del hans verk, och efterträdaren Duclerc stödde sig helt och hållet på Gambetta. Man föreställde sig därför alltmera allmänt, att han skulle återtaga makten, när en häftig sjukdom hastigt ändade hans liv.
Statyer av Gambetta har rests i Cahors och Paris, och 1891 uppsattes på hans förra egendom, nära huset, där han avled, ett av invånarna i Elsass-Lothringen stiftat minnesmärke, i vilket hans hjärta inlades. Gambettas Discours et plaidoyers politiques utgavs i 10 band 1880-84, hans Dépêches et cetera i 2 band 1886-92. IOGT-NTO-föreningen i Varberg är uppkallad efter honom.